# Molophilus (Molophilus) veddah
Molophilus (Molophilus) veddah is een tweevleugelige uit de familie steltmuggen (Limoniidae). De soort komt voor in het Oriëntaals gebied.